# Argobba Nationality Democratic Organization
Die Argoba Nationality Democratic Organization (Abkürzung ANDO; amharisch የአርጎባ ሕዝብ ዴሞክራሲያዊ ድርጅት Yä-Argobba Həzb Demokrasiyawi Dərəǧǧət, „Demokratische Organisation des Argobba-Volks“) ist eine Regionalpartei in Äthiopien.
Die ANDO wurde von der Parteienkoalition der Revolutionären Demokratischen Front der Äthiopischen Völker (EPRDF) gegründet, die Äthiopien seit dem Sturz des Derg-Regimes 1991 regiert. Das erklärte Ziel der ANDO ist es, „die Rechte der Argobba sicherzustellen, die unter früheren Regimes ihrer Identität und Sprache beraubt wurden“. Offiziell registriert wurde die Partei am 16. November 2007, der Parteivorsitzende ist Abdulkadir Mohamed.

## Geschichte
Bei den Parlamentswahlen in Äthiopien 2005 wurde Amine Endiris Ebrahim als Repräsentant eines Wahlkreises in der Semien-Shewa-Zone der Region Amhara gewählt.
Im Jahr 2000 gewann die Partei in den Regionalwahlen zwei Sitze in der Regionalversammlung der Afar-Region. Diese Sitze und Stimmenanteile konnte die Partei auch bei den allgemeinen Wahlen zu den Regionalparlamenten im Jahre 2005 halten. Bei den Nachwahlen von 2008 gewann die ANDO alle 65 Sitze des Besonderen Argobba Woredas und damit die Kontrolle über das Woreda. Zudem erhielt sie 260 Sitze in und die Kontrolle über 13 Kebeles in diesem Woreda.
Unterdessen ist mit der Argoba People’s Democratic Movement (APDM) auch eine von der EPRDF unabhängige Argobba-Partei entstanden.